# Engativá
Engativá é uma localidade da cidade de Bogotá..